# سیارک ۱۶۱۲۴
سیارک ۱۶۱۲۴ (به انگلیسی: 16124 Timdong، نامگذاری:1999XR85) شانزده هزار و صد و بیست و چهارمین سیارک کشف شده‌است که در ۷ دسامبر ۱۹۹۹ کشف شد.
قدر مطلق سیارک برابر ۱۷.۰ است.